# Couto de Magalhães de Minas
Couto de Magalhães de Minas là một đô thị thuộc bang Minas Gerais, Brasil. Đô thị này có diện tích 484,045 km², dân số năm 2007 là 4332 người, mật độ 8,3 người/km².